# Гастон де Фуа (герцог Немурский)
Гастон де Фуа  (фр. Gaston de Foix; 10 декабря 1489, Мазер — 11 апреля 1512) — юный племянник Людовика XII, который командовал французской армией во время итальянской кампании 1511—1512 годов.

## Происхождение и титулы
Происходил из нарбоннской ветви дома Фуа-Грайи. Сын Жана де Фуа, графа д’Этампа и виконта Нарбонны, и Марии Орлеанской, сестры французского короля Людовика XII.
После смерти старшего в роду де Фуа, Франциска Феба, Жан де Фуа, будучи младшим братом его отца, со ссылкой на салический закон оспорил право сестры покойного, Екатерины и её мужа Жана д’Альбре, на наследование наваррской короны. В ходе гражданской войны Альбре удалось сохранить за собой Наварру.
После смерти Жана его права на наваррский престол унаследовал его сын Гастон. Он носил следующие титулы — герцог де Немур, граф д’Этамп и виконт Нарбонны, пэр Франции.

## Биография

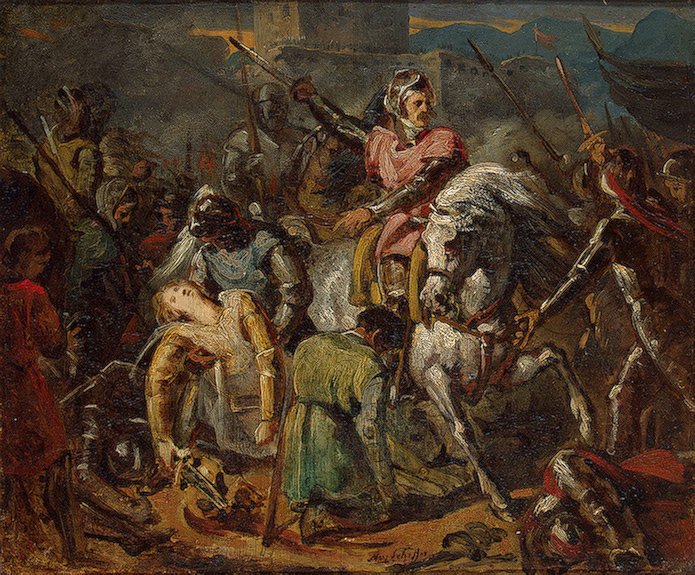
«Смерть Гастона де Фуа». Этюд к картине А. Шеффера (1824, Гос. Эрмитаж)

В 1506 году король в обмен на Нарбонну и Этамп предоставил племяннику герцогство Немур, отошедшее короне после угасания дома Арманьяков (тем самым он стал пэром Франции), а также сделал его губернатором Дофине.
В 1511 году он стал командующим армией в Италии (см. Итальянские войны) и комендантом Милана. За две недели принудил вражескую коалицию снять осаду с Болоньи, разбил венецианцев при Вероне и взял приступом Брешию.
После этого двинулся против армии испанца Кардоны и 11 апреля 1512 года вблизи Равенны нанёс ей совершенное поражение; но во время преследования неприятеля был убит.
После гибели 22-летнего Гастона все завоевания французов в Италии были ими потеряны. Поскольку он был холост, права на Наварру перешли к его сестре Жермене, которая с 1505 года состояла в браке с католическим королём Фердинандом.

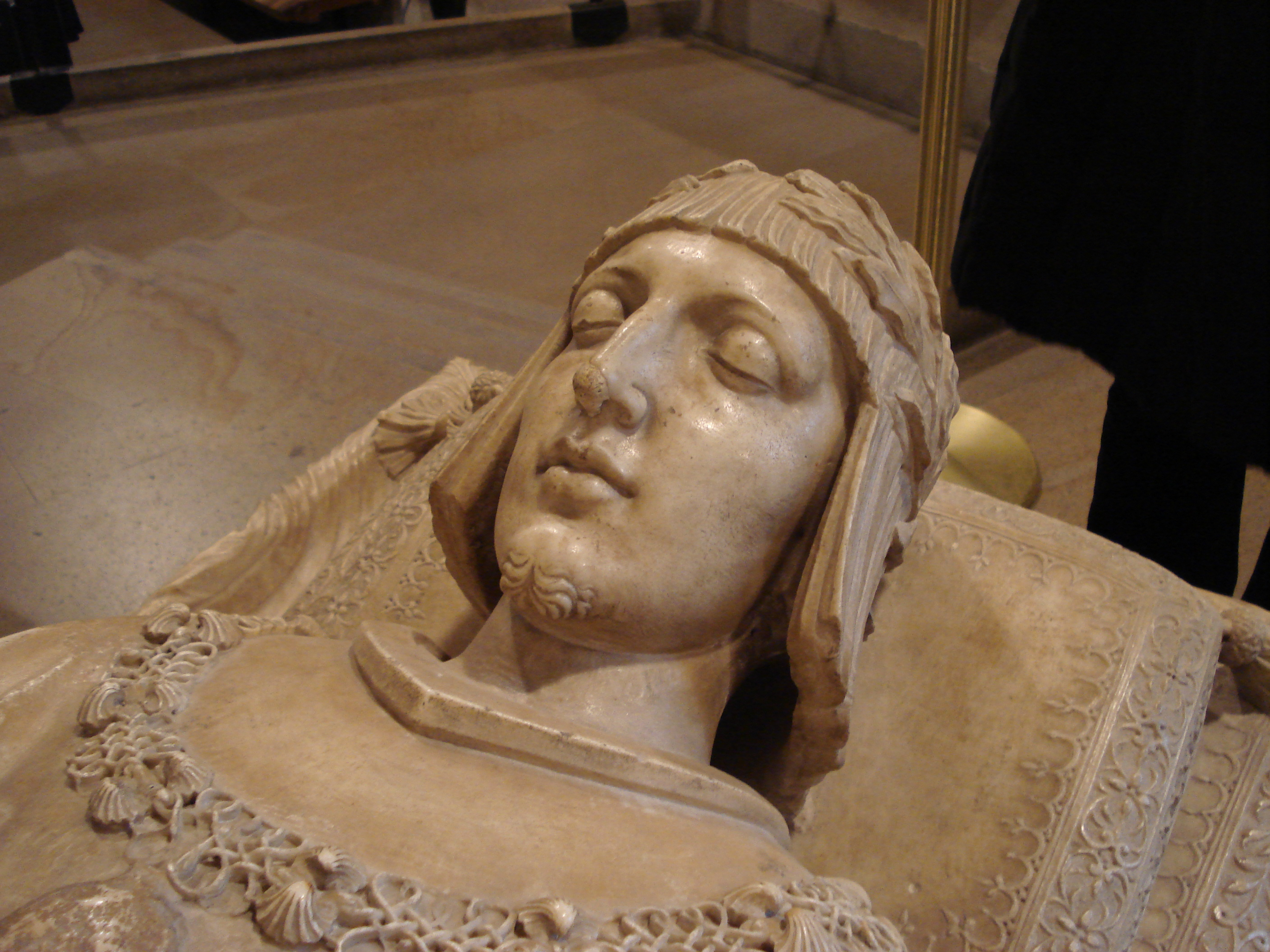
Мраморное надгробие в миланском замке Сфорцеско работы Бусти